# Erich Brandenberger
Erich Brandenberger, nemški general, * 15. julij 1892, Augsburg, † 21. junij 1955, Bonn.